# Pürkwang
Pürkwang (bairisch: Birwang) ist ein Gemeindeteil der Gemeinde Wildenberg im niederbayerischen Landkreis Kelheim.

## Lage
Das Pfarrdorf Pürkwang liegt inmitten der Hallertau in der Nähe der Bundesstraße 299 unmittelbar südwestlich von Wildenberg.

## Geschichte
Der Ort wird erstmals im 8. Jahrhundert erwähnt. In einer Schenkungsurkunde übergab Herzog Hugibert um 730 seinen Hof zu Pirichenwanc an das Kloster St. Emmeram zu Regensburg. Der Umstand, dass das bairische Herzogshaus hier begütert war, lässt vermuten, dass das Gebiet schon zur Römerzeit kultiviertes Siedlungsgebiet war. Vor den Römern lebten hier die Kelten und verschiedene Funde bezeugen eine weit über die Keltenzeit zurückreichende Besiedlung.
Das Domstift Regensburg war laut einer Niederschrift bereits 874 im Ort begütert. Damals tauschte Graf Rodolt mit Bischof Ambricho Besitz.
Edle von Pirchenwang treten im 12. und 13. Jahrhundert auf. 1271 erhielt Hänslinus von Lauterbach durch einen Tausch- und Lehensvertrag mit dem Regensburger Bischof Leo Thundorfer die Hofmark Pürkwang als Lehen und schuf durch Hinzunahme nahegelegener kleinerer Hofmarken und Ortschaften die größere Hofmark Wildenberg, die mit geringen Abweichungen dem heutigen Gemeindegebiet entspricht.
Ritter Hans Ebran von Wildenberg stiftete 1462 aus Dankbarkeit, dass er siegreich und gesund aus einem Krieg heimgekehrt war, zuerst eine Glocke für das alte Gotteshaus und veranlasste dann den Neubau der jetzigen Kirche. Als 1818 aus der ehemaligen Hofmark Wildenberg die Gemeinde Wildenberg geschaffen wurde, entstand der Ortsteil Pürkwang, der inzwischen mit Wildenberg zusammengewachsen ist.

## Sehenswürdigkeiten
- Pfarrkirche St. Andreas. Der Backsteinbau mit stattlichem Turm wurde ab 1462 erbaut und 1723 im Inneren nach den Plänen von Joseph Bader dem Älteren barockisiert. Die Kirche besitzt eine reichhaltige Stuckierung und einen reichverzierten Hochaltar aus dem Jahr 1724 mit Altarblatt Kreuzigung des hl. Andreas von Johann Gebhard. Die Seitenaltäre entstanden um 1730, die Nebenaltäre 1790/1794.
- Pfarrhof. Die Zweiflügelanlage mit Walmdächern stammt aus dem Jahr 1634.
- Wegkapelle. Das neugotische Bauwerk an der Straße nach Eschenhart entstand Ende des 19. Jahrhunderts.

## Bildung und Erziehung
- Grundschule Pürkwang

## Vereine
- Billard Club BC 80
- Burschenverein Pürkwang
- KLJB Pürkwang-Wildenberg
- Motorradfreunde Pürkwang
- Kath. Frauenbund Pürkwang
- Schützenverein „Hubertus“